# Baigorrita (cacique)
Baigorrita (1837-1879) fue un cacique del pueblo ranquel, de destacada actuación en las guerras contra la República Argentina. Tomó su nombre del coronel Manuel Baigorria, que estuvo unos veinte años refugiado entre los ranqueles y que alcanzó también a ser considerado un cacique. Era uno de los caciques más autónomos del ulmanato ranquel, jefatura superior entre los ranqueles.

## Origen
Era hijo de una cautiva puntana llamada Rita Castro y de Pichún, también llamado Pichuín Huala, segundo entre todos los caciques ranqueles de su época, especialmente en tiempos del lonco Painé Guor. Por consiguiente, era nieto del gran cacique Yanquetruz. Su padre le dio el nombre de Manuel Baigorria, que a su nacimiento llevaba más de cinco años refugiado en las tolderías ranqueles, y que había demostrado una gran valentía.
En 1855, Manuel Baigorria –que había vuelto a las poblaciones blancas después de la batalla de Caseros en 1852– fue nombrado comandante de la frontera sur de la provincia de Córdoba, casi al mismo tiempo de la muerte de Pichún Huala. El hijo de éste, llamado Yanquetruz como su abuelo y conocido como Guzmán Yanquetruz, asumió el mando de los «hombres de lanza» de su padre, que residían en Poitahué, campamento y pueblo ubicado a unos cincuenta kilómetros de Leuvucó, la capital del ulmanato ranquel, el protoestado que gobernaba Calvaín; Baigorrita se sumó a esa fracción de los ranqueles. Algunos años más tarde, tras la muerte de Calvaín y bajo el mandato superior de Mariano Rosas, Baigorrita se hizo cargo del mando de los ranqueles de Poitahué y de Toay.

## De los malones a la paz
Tras la batalla de Pavón, a la que siguió la invasión de las provincias del interior por la provincia de Buenos Aires y sus aliados, Baigorrita comenzó a dirigir malones contra la provincia de Córdoba, y especialmente a la de San Luis. Desafió a duelo personal al jefe de la frontera de San Luis, José Iseas, pero éste prefirió enviar a uno de sus oficiales a batirse con él; Baigorrita lo tomó como un insulto, el oficial fue rodeado y no se supo más de él. Baigorria, en nombre del gobierno argentino, y Baigorrita firmaron en 1865 un tratado en Poitahué, pero la Guerra del Paraguay llevó al gobierno del presidente Bartolomé Mitre a abandonar los términos del tratado y al mismo tiempo retirar gran parte de los efectivos de los fortines para llevarlos al frente. Como resultado, al estallar en 1866 la Revolución de los Colorados, alzamiento federal en Cuyo, los ranqueles de Baigorrita se unieron a ella y malonearon repetidamente en San Luis. En 1868, después de la derrota federal, lanzó un ataque a La Paz, pueblo que fue destruido hasta los cimientos, y donde ni siquiera la iglesia quedó en pie. Mariano Rosas no participó en esos malones, ni los autorizó, porque insistía en querer firmar un tratado de paz con el Estado argentino.
Entre marzo y abril de 1870, el coronel Lucio V. Mansilla hizo una recorrida por los refugios ranqueles de Leuvucó y Poitahué, donde firmó un tratado con Mariano Rosas, que fue posteriormente desconocido por el presidente Domingo Faustino Sarmiento, que prefería el exterminio de cualquier indígena. Mansilla conoció a Baigorrita y lo convenció de que permitieran el ingreso de misioneros católicos en sus tolderías, cosa que Baigorrita no sólo aceptó hacer, sino que también hizo bautizar a uno de sus hijos con el nombre de Lucio Baigorria.
De todos modos, se logró la firma de un tratado de paz entre los «cristianos» y los ranqueles, por el cual éstos recibirían una cierta cantidad de vacas anuales, más otros «vicios», como yerba mate y –lamentablemente para los indígenas– alcohol. Por el tratado, Baigorrita recibió el sueldo y el uniforme de oficial del Ejército Argentino, más un sueldo de ciento cincuenta pesos. Desde entonces, los ranqueles estuvieron en paz y se presentaban anualmente a recibir sus raciones en Villa Mercedes, primero de manos del coronel Wenceslao Paunero y luego de sus sucesores, incluyendo a Teófilo Iwanowsky, que estuvo a punto de causar una guerra en masa cuando invadió territorio ranquel; por intercesión de Manuel Baigorria se logró que el hecho no pasara a mayores.

## El exterminio
Baigorria murió en 1875 y Mariano Rosas falleció en 1877, asumiendo el mando supremo su hermano Epumer. Poco después, fue nombrado comandante de la frontera sur de San Luis y Córdoba el coronel Rudecindo Roca, hermano del ministro de Guerra de la Argentina, Julio Argentino Roca. Éste estaba decidido a terminar con los indígenas, tanto a quienes atacaran las poblaciones argentinas como a los que se mantenían en paz. Epumer firmó un nuevo tratado de paz, que fue firmado también por el presidente Nicolás Avellaneda, y violado casi inmediatamente por el Ejército Argentino.
Mientras tanto, el alcohol y la viruela hicieron estragos entre los indios, muriendo una proporción importante de ellos, desde niños hasta los caciques.
En 1878, Roca se estaba preparando para la gran campaña militar que pasaría a la historia como Conquista del Desierto; como paso previo, se decidió que desde todos los fuertes principales se lanzaran sucesivos ataques sobre las tolderías de todas las parcialidades indígenas, armadas con las mejores armas de fuego de la época. Cuando uno de los hombres de Epumer se presentó a retirar sus raciones en octubre en Villa Mercedes, fue rodeado por trescientos soldados, que masacraron a los indígenas y tomaron prisioneros a los sobrevivientes; inmediatamente después se inició la serie de ataques sobre las tolderías y pueblos de los ranqueles y de las demás parcialidades, operaciones durante las cuales los pueblos fueron arrasados, miles de mujeres y niños fueron secuestrados, miles de guerreros murieron y hasta fue profanada la tumba de Mariano Rosas, llevándose sus restos a una colección privada.
Simultáneamente, Rudecindo Roca ocupó Poitahué –después de haber invitado a Baigorrita y a Epumer a firmar un tratado de paz y otras mentiras– Eduardo Racedo invadió y destruyó Leuvucó, mientras Conrado Villegas ocupaba y saqueaba las tierras de Baigorrita en Toay. Epumer fue capturado, pero Baigorrita dirigió la resistencia de los ranqueles, acompañado por su hermano, el cacique Lucho. En febrero de 1879, las columnas del Ejército de Roca ya lo habían rodeado, y las fuerzas ranqueles estaban agotadas de maniobrar para esquivar un choque; el día 15 fue alcanzado, y en un combate perdió cien indios de lanza y casi trescientas mujeres y niños. El cacique logró huir quemando el campo detrás de él, y se dirigió al Neuquén, donde supuso que no sería perseguido; de hecho, la campaña principal –que tuvo lugar en los meses de abril y mayo– sólo estaba autorizada a llegar hasta los ríos Negro y Neuquén. Pero el Ejército no respetaría siquiera las leyes del Congreso de la Nación, y cruzó el Neuquén, desatando las llamadas «matanzas del Neuquén», en su mayor parte sobre indígenas que no solamente no habían participado en malones, sino que ni siquiera había tenido contacto alguno con los blancos antes de esa masacre.
De todos modos, Baigorrita no lo llegó a ver: fue sorprendido dos veces por los militares, que le mataron varios indios de lanza y le tomaron en total doscientos prisioneros –la mayor parte de los cuales murieron por falta de cuidados médicos y de comida de parte del Ejército. Vencido una vez más al intentar cruzar el río Colorado, fue alcanzado nuevamente en las cercanías de la sierra de Auca Mahuida el 15 de julio; allí fue herido de gravedad y tomado prisionero. Los soldados le vendaron las heridas y lo montaron en un caballo, pero el cacique se arrancó las vendas y atacó a sus captores, seguido de sus últimos cinco guerreros; todos fueron muertos a tiros.
Su familia fue llevada a un campo de concentración tras otro, donde varios de sus miembros murieron, antes de ser repartidos casi como esclavos entre estancieros y dueños de cultivos en el noroeste del país.